# Semi-deserto del Kazakistan
Il semi-deserto del Kazakistan è un'ecoregione dell'ecozona paleartica, definita dal WWF (codice ecoregione: PA1318).

## Territorio
L'ecoregione si estende dal fiume Ural e dal confine della depressione caspica fino al confine orientale delle alture del Kazakistan. Comprende l'altopiano attraversato dal corso inferiore dell'Ural e la parte settentrionale del bassopiano turanico (vicino al lago d'Aral). Inoltre è inclusa in essa la parte meridionale della cosiddetta porta del Turgai, una regione dove prevalgono le pianure e le colline (melkosopochnik) caratteristiche della regione delle alture del Kazakistan.
Il clima è arido, e la regione riceve in media tra i 160 e i 240 mm di pioggia all'anno. La temperatura diurna annuale media è di circa 10 °C. L'escursione termica tra estate e inverno è estrema. Le estati sono calde, mentre gli inverni sono lunghi, freddi e rigidi. La temperatura media di gennaio è compresa tra i -13 e i -16 °C, mentre quella di luglio tra i 21 e i 24 °C. La netta fluttuazione delle condizioni climatiche è tipica della regione.
La morfologia di questa ecoregione è piuttosto varia. Comprende altopiani formati da gesso e depositi cenozoici, vaste aree di melkosopochnik poggianti su un substrato paleozoico, e pianure alluvionali. I suoli sono di solito bruni chiari o bruni del deserto. I loro diversi gradi di salinità creano un mosaico di comunità floristiche diversificate.

## Flora
Nelle steppe desertiche prevalgono erbe a ciuffo come il kovylok (Stipa lessingiana), il tyrsik (Stipa sareptana) e il tipchak (Festuca valesiaca). Varie specie di artemisia (Artemisia campestris e A. lessingiana ad ovest, A. gracilescens e A. sublessingiana ad est) costituiscono una parte significativa delle comunità vegetali. Le specie da foraggio sono rare e per lo più xerofile (ad esempio, Pyrethrum achilleifolium, Galatella tatarica e G. villosa). Vaste aree delle pianure salate alluvionali sono caratterizzate da una vegetazione alofila comprendente specie quali Artemisia pauciflora, A. schrenkiana e A. nitrosa e alofile perenni (Atriplex cana, Anabasis salsa e Camphorosma monspeliaca).
I processi di pedogenesi del deserto sono chiaramente espressi nella parte meridionale dell'ecoregione. Qui prevalgono suoli altamente salini (solonetz). In tutta la regione si possono trovare vari tipi di artemisia del deserto (Artemisia semiarida e A. sublessingiana) ed erbe caratteristiche (Stipa sareptana, S. kirghisorum e l'endemica S. richteriana). Aspetto caratteristico della vegetazione dei melkosopochnik è l'abbondanza di arbusti (Caragana balchaschensis, C. frutex e Spiraea hypericifolia). Artemisia campestris e Agropyron fragile prevalgono sui piccoli affioramenti sabbiosi. Nell'area semidesertica del Kazakistan vi sono numerose specie di piante rare (ad esempio, Artemisia lessingiana, Stipa richteriana, Ferula ferulioides e Brachanthemum kasakhorum).

## Fauna
Tra gli uccelli caratteristici dell'ecoregione vi sono gli zigoli (Emberizidae), specialmente lo zigolo testarossa (Emberiza bruniceps), le allodole (Alaudidae), le sassicole (Oenanthe spp.), le pispole (Anthus spp.), la ganga (Pterocles orientalis) e l'aquila delle steppe (Aquila nipalensis). Tra le specie avicole più rare dell'ecoregione figurano la damigella di Numidia (Grus virgo), la gru cenerina (G. grus), l'aquila delle steppe (Aquila nipalensis), l'aquila reale (A. chrysaetos), il sirratte di Pallas (Syrrhaptes paradoxus), il falco pellegrino (Falco peregrinus), il falco sacro (F. sacro) ed altre.
Tra le specie elencate nel Libro Rosso delle Specie Minacciate del Kazakistan figurano l'argali (Ovis ammon), il gatto di Pallas (Otocolobus manul) e la puzzola marmorizzata (Vormela peregusna). Numerose mandrie di saiga (Saiga tatarica) sopravvivono ancora nelle aree semidesertiche. In passato ve ne erano milioni di esemplari, che migravano verso le steppe a nord durante l'estate per poi fare ritorno verso i semideserti a sud in inverno. Pur essendo la specie ancora presente, il numero di capi è diminuito notevolmente. Le grandi popolazioni di saiga presenti in Kazakistan, in Calmucchia, in Uzbekistan e in Turkmenistan sono ora molto frammentate, e la popolazione diffusa nel semideserto del Kazakistan è rimasta isolata dalle altre. Gruppi di gazzelle gozzute (Gazella subgutturosa) vivono nelle aree meridionali dell'ecoregione, ma non hanno mai raggiunto densità così elevate come la saiga.
I grandi predatori sono ancora numerosi, indizio che la diversità faunistica è ancora in salute. I lupi (Canis lupus) sono ancora molto comuni, così come volpi rosse (Vulpes vulpes) e tassi (Meles leucurus).
In passato i semideserti del Kazakistan erano abitati anche dal cavallo di Przewalski (Equus ferus), che non viene più avvistato in natura dal 1968. Fortunatamente, le vaste distese semidesertiche non sono state messe a coltura, e comprendono ancora zone di habitat adatte per una possibile reintroduzione di questa specie così altamente minacciata.

## Conservazione

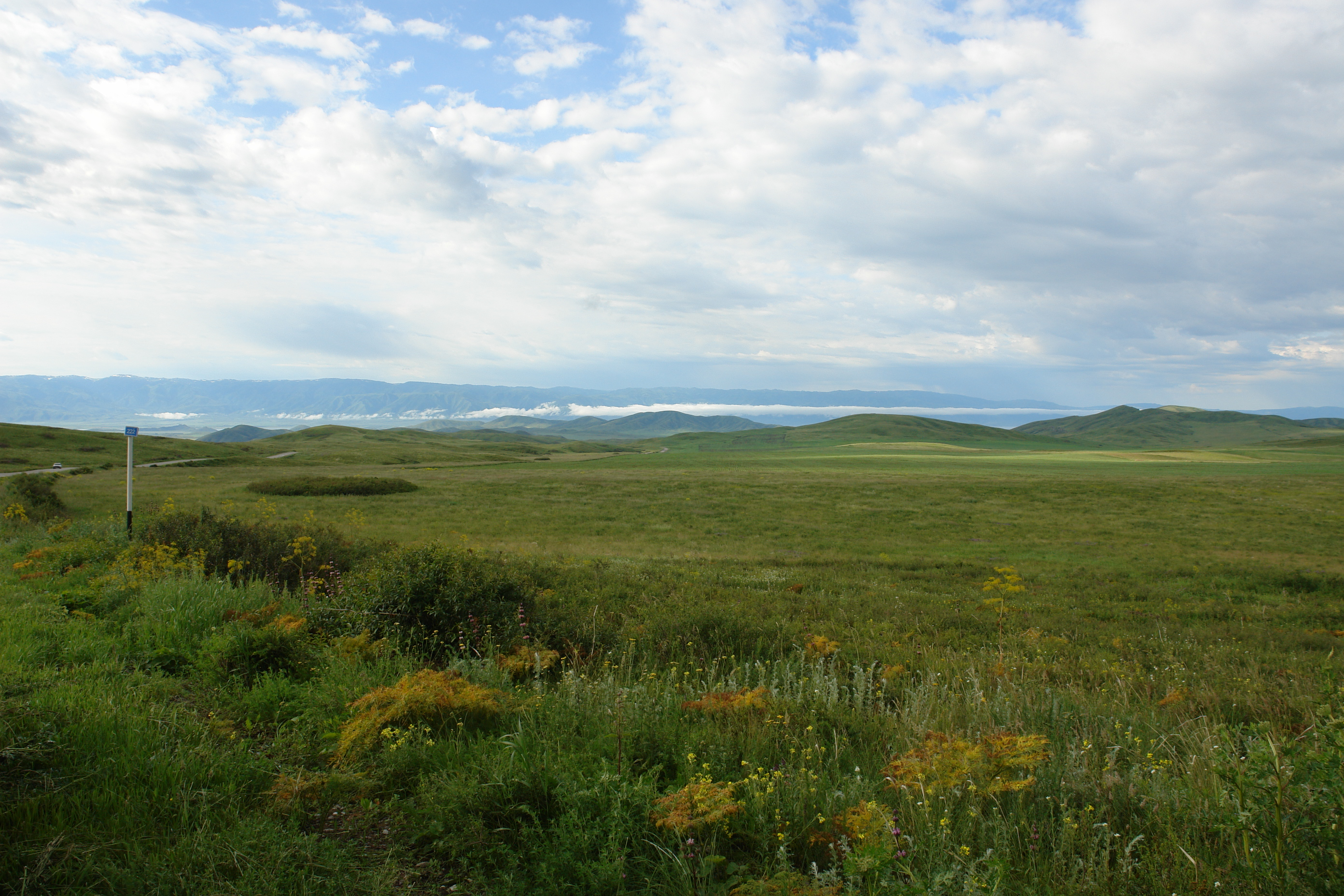
Panorama nel Kazakistan orientale

Nel semideserto, dove la qualità dei pascoli è generalmente buona, i manti erbosi sono stati pesantemente danneggiati dagli animali domestici attorno ai siti degli insediamenti invernali e lungo le rotte della transumanza.
La causa principale della significativa diminuzione della popolazione della saiga è stata la caccia incontrollata agli inizi del XX secolo. Migliaia di maschi venivano uccisi ogni anno solamente per le corna, e i loro corpi venivano lasciati a marcire nelle pianure. Le corna erano, e sono tuttora, molto richieste nella medicina tradizionale cinese. Tuttavia, le basse densità attuali e l'aumento dei costi del carburante (necessario per seguire gli animali a bordo delle motociclette) hanno reso questo tipo di bracconaggio meno redditizio. Le uccisioni illegali che hanno luogo oggi (che colpiscono tutti gli ungulati della regione) sono soprattutto a scopo alimentare, per ricavare carne che viene consumata dagli abitanti locali, specialmente in inverno.